# Aripioară sau picior?
Aripioară sau picior? (în franceză L'Aile ou la Cuisse) este un film de comedie franțuzesc regizat de Claude Zidi după un scenariu propriu. A avut premiera la 27 octombrie 1976, fiind distribuit de compania Pathé. Coloana sonoră este opera compozitorului român Vladimir Cosma.
Această comedie este singura întâlnire cinematografică a lui Louis de Funès, care a revenit după ce a suferit un dublu infarct, cu Coluche, în acel moment în plină ascensiune. Filmul tratează într-o manieră comică o problemă apărută în Franța în anii 1970: mâncarea nesănătoasă (junk food) cauzată de alimentele industriale.
Filmul arată rivalitatea dintre „gastronomia tradițională franceză și de calitate”, apărată aici de Charles Duchemin, directorul ghidului Duchemin (o referință la Ghidul Michelin al restaurantelor de calitate) și mâncarea industrială al cărei vârf de lance este Jacques Tricatel (caricatura industriașului Jacques Borel născut în 1927).
Filmul a avut 5.841.956 de spectatori în Franța.

## Prezentare
Charles Duchemin (Louis de Funès) este redactorul-șef al unui ghid de restaurante cunoscut la nivel internațional, pentru care personal efectuează numeroase teste la diferite restaurante folosind deghizări elaborate pentru a nu fi recunoscut de către proprietarii restaurantelor. După ce a devenit membru al Academiei Franceze, Duchemin decide să se retragă și îl învață pe fiul său Gérard (Coluche) pentru a continua activitatea familiei. Cu toate acestea, fără ca tatăl său Charles să știe, Gérard este mai interesat de adevărata sa pasiune - aceea de a lucra ca un clovn într-un mic circ pe care l-a co-fondat și susținut financiar.
Charles Duchemin este informat că Jacques Tricatel (Julien Guiomar), proprietarul unei companii de produse alimentare în masă, încearcă să preia un număr mare de restaurante de calitate, care au fost premiate de Duchemin. Duchemin se teme că astfel clienții vor fi făcuți să mănânce alimente de calitate scăzută la restaurantele deținute de Tricatel. La scurt timp, un operator angajat de Tricatel intră în birourile lui Duchemin și încearcă să fure ghidul restaurantului aproape terminat din acest an. Duchemin îl face pe operator să fure datele de anul trecut și, împreună cu Gérard, îl urmărește pentru a vedea cum predă documentele lui Lambert (Daniel Langlet), asistentul lui Tricatel.
Duchemin se hotărăște să lupte împotriva lui Tricatel. În primul rând, el este de acord să apară într-un celebru talk-show găzduit de Philippe Bouvard, care a încercat fără succes de mult timp să-l aducă pe Duchemin în emisiune, dar numai cu condiția ca Tricatel să fie și el invitat. Apoi dă ordin personalului său să obțină informații incriminatoare despre Tricatel pe care intenționează să le folosească în timpul confruntării televizate.
Charles începe un lung turneu în restaurantele Franței pentru a finaliza ghidul restaurantelor din acest an. Gérard decide să vină cu el pentru că la tur va participa și noua tânără secretară din Olanda a lui Charles Marguerite (Ann Zacharias), iar Gérard s-a îndrăgostit de ea. În timpul turneului, ei sunt urmăriți de Lambert. Întrucât circul nu poate avea spectacole fără Gérard, s-a decis că circul va urma itinerarul familiei Duchemin și Gérard va ieși din hotel în fiecare seară pentru a participa la spectacol sub pretextul că dă un telefon. În timpul uneia dintre nopți, Gérard este urmărit de Lambert, care oferă aceste informații lui Tricatel. La rândul său, Tricatel îl informează pe Charles despre fiul său. Charles participă în secret la următoarea reprezentație de circ. În timpul spectacolului se confruntă cu Gérard și îl concediează.
Când Charles se întoarce singur la hotel-restaurant, el însuși este confruntat de manager. Managerul a fost cândva proprietarul unui restaurant foarte apreciat, dar Duchemin l-a lăsat fără stelele restaurantului în urmă cu câțiva ani, ceea ce a dus la faliment. A trebuit să-și vândă afacerea către Tricatel, care livrează acum mâncarea dezgustătoare care este servită în restaurant. Managerul îl obligă pe Charles cu arma să mănânce toate resturile din bucătărie, făcându-l pe Charles să se îmbolnăvească grav.
A doua zi, când s-a recuperat la spital, Charles observă că și-a pierdut complet simțul gustului. Lambert află acest lucru și îl informează pe Tricatel care intenționează să-l umilească pe Duchemin lăsându-l să efectueze o degustare oarbă în timpul emisiunii TV. El informează, de asemenea, presa despre starea lui Charles, dar Charles și Gérard reușesc să scape de jurnaliști și se ascund în circul lui Gérard.
În ziua talk-show-ului, Charles și Gérard, cu ajutorul secretarei Marguerite, se infiltrează în fabrica de produse alimentare a lui Tricatel pentru a obține dovezi incriminatoare. Ei descoperă că toată mâncarea (puii, peștii, varza etc.) este făcută din ingrediente artificiale, de ex. din petrol și cauciuc. Sunt descoperiți de oamenii de la paza companiei. Când aceste informații sunt aduse lui Tricatel, care se află deja în studioul TV, el cere ca ambii să fie uciși discret în fabrică. Forțele de securitate încearcă să-i facă pe cei doi să intre într-o mașină de prelucrare a alimentelor, unde ar fi fost uciși fără să lase urme, dar Charles observă capcana și păcălește forțele de securitate să creadă că au fost uciși și reușesc să fugă din fabrică cu o parte din mâncarea artificială ca dovadă.
Ajung la talk-show în ultima clipă. Charles îi permite lui Gérard să efectueze degustarea orb cerută de Tricatel, care face o treabă bună până la ultima provocare: un vin roșu. Când Charles îl vede pe Gérard zbătându-se, el ia cu asalt scena și identifică cu succes vinul pur și simplu privindu-l. Apoi Charles și Gérard îl fac pe Tricatel să testeze mâncarea pe care au luat-o din fabrică. Când Tricatel este total dezgustat de mâncare, cei doi anunță pe toată lumea că acestea sunt produsele proprii ale lui Tricatel. În plus, cererea lui Tricatel de a-i ucide a fost filmată din neatenție și acum este prezentată publicului. Tricatel este huiduit de cei din studio. 
Filmul se încheie cu Gérard dându-și demisia, dar se răzgândește atunci când află că Marguerite va continua să lucreze pentru companie.

## Distribuție
- Louis de Funès : Charles Duchemin
- Coluche : Gérard Duchemin
- Julien Guiomar : Jacques Tricatel
- Claude Gensac : Marguerite « numéro 1 »
- Ann Zacharias : Marguerite « numéro 2 »
- Raymond Bussières : Henri, le chauffeur de Duchemin
- Georges Chamarat : le secrétaire perpétuel de l'Académie française
- Jean Martin : le médecin
- Gérard Boucaron : Ficelle, un ami de Gérard
- Yves Afonso : le faux plombier
- Philippe Bouvard : lui-même
- Marcel Dalio : le tailleur
- Vittorio Caprioli : Vittorio, un restaurateur déchu
- Daniel Langlet :  Lambert, l'adjoint de Tricatel
- Martin Lamotte : Roland, l'associé de Gérard au cirque
- Robert Lombard : le maître d'hôtel de la Coquille d'or
- Pierre Forget : le patron de l'Auberge de la truite
- Aurora Maris : Gina
- Gérard Lorin : le dentiste
- Max Montavon : Godefroy, fabricant d'épées d'académicien
- Albert Michel : Morand, un collaborateur de Duchemin
- Fernand Guiot : Dubreuil, un collaborateur de Duchemin
- Antoine Marin, Maurice Vallier : collaborateurs de Duchemin
- Pierre Decazes : le patron de l'hôtel
- Paul Bisciglia : le bagagiste
- François Viaur : un sommelier
- Mac Ronay : le sommelier bourré de tics
- Dominique Davray : l'infirmière musclée
- Jean Amadou : narrateur
- Jean Droze : un jardinier
- Bouboule, Gérard Lanvin, Marie-Anne Chazel : membres du cirque
- Freddy et Bibi Cantarelli : les clowns
- François Guillaume : un journaliste
- Bruno Moynot : le responsable du tourne-disques
- Jacques Mathou
- Claude Zidi
- Frédérique Cantrel

## Producție

Christian Fechner s-a întâlnit cu Louis de Funès pentru a-i oferi un film cu Les Charlots, atunci la apogeul succesului lor.

În 1972, producătorul Christian Fechner l-a invitat pe Louis de Funès la prânz la restaurantul Lasserre, să-l cunoască și să se ofere să producă un film cu el. În acea perioadă, ultimul film al actorului a fost Mania grandorii, iar următorul său ar fi Aventurile rabinului Jacob, ambele regizate de Gérard Oury. Actorul a declarat că nu vrea să filmeze decât cu acest regizor, cu care a mai colaborat anterior la Prostănacul și Marea hoinăreală. La rândul său,  Fechner era un tânăr producător de muzică și film care aveai un șir de succese: după ce a fost producătorul cântărețului Antoine, i-a transformat pe muzicienii acestuia, Les Problemes, într-un grup de cântăreți și muzicieni denumit Les Charlots. Primul film al grupului Les Charlots, Les Bidasses en folie regizat de Claude Zidi, a fost un triumf comercial, printre cele mai importante din 1971, depășind chiar Mania grandorii. În 1972, Les Charlots a apărut în două filme: Les fous du stade de Zidi și Les Charlots font l'Espagne de Jean Girault. Încoronată cu aceste succese, invitația tânărului producător nu poate fi  decât acceptată de către de Funès.
Producătorul și-a imaginat să-i aducă împreună pe Louis de Funès și Les Charlots, într-un proiect de film inspirat de melodia lor „Merci Patron”, în care ar juca rolul numitului bucătar-șef. Lucrătorii săi, interpretați de Les Charlots, trebuiau să-și sechestreze șeful, așa cum se făcea adesea în acea perioadă. Filmul urma să fie regizat de Jean Girault și scenariul urma să fie scris de Jacques Vilfrid, fideli colaboratori ai lui de Funès, iar dialogurile urmau să fie scrise de Michel Audiard. Les Charlots și-au întâlnit viitorul partener de actorie în culisele rejucării piesei Oscar, dar proiectul a fost în cele din urmă abandonat, din cauza numeroaselor alte proiecte ale fiecăruia dintre ei. André Bézu, ofițer de presă în acea perioadă al grupului Les Charlots, a afirmat că Audiard și Les Charlots proveneau din lumi prea diferite, unul fiind din „generația vinului roșu”, ceilalți din „generația jointurilor”.
Cu toate acestea, ideea unui film cu Louis de Funès produs de Fechner a rămas în așteptare timp de un an, în așteptarea unei inspirații. Într-o seară, în timpul unei cine la Petit Colombier, rue des Acacias (Paris), regizorul Claude Zidi își imaginează un subiect pentru un film: „Chelnerul m-a întrebat despre un pui: „Aripioară sau picior?””. M-am gândit că ar fi un titlu bun pentru un film. Împreună cu prietenii, am început conversația despre Ghidul Michelin și despre aceea „mâncare proastă” care începea să devină răspândită. Astfel s-au născut Duchemin și Tricatel, o amalgamare între Borel, inventatorul restaurantelor de pe autostradă, și Ducatel, excentricul candidat la președinție”. Christian Fechner a aprecit titlul și subiectul găsit de Zidi. Ei au venit să-i propună lui Louis de Funès acest nou proiect în culisele filmului La Valse des toréadors și l-au anunțat că va juca alături de un tânăr actor din generația în ascensiune, Pierre Richard, care avea deja o serie de succese. Le Distrait era debutul regizoral al lui Richard iar Zidi tocmai filmase Îmi sare țandăra și La Course à l'échalote cu actorul Richard. În noul film, Louis de Funès și Pierre Richard urmau să joace rolurile unui critic gastronomic influent și respectiv al fiului său care nu este deloc interesat să preia afacerea tatălui său, dar care își unesc forțele pentru a contracara șmecheriile unui industriaș de restaurante, Tricatel. Louis de Funès este sedus de proiect: îi place acest nou partener, regizorul și producătorul sunt factori de succes, iar subiectul este amuzant și original. Apoi și-a dat acordul de principiu lui Fechner pentru Aripioară sau picior?, apoi a semnat un contract, la 6 ianuarie 1975. Totuși, dacă proiectul ar fi avut succes, el urma să fie liber doar după ce producția următorului film al lui Gérard Oury, Le Crocodile, a cărui filmare trebuia să înceapă în mai 1975.
Louis de Funès a fost victima unui infarct dublu și a fost nevoit să renunțe la filmul Le Crocodile al lui Gérard Oury, iar proiectul a fost abandonat.
În timpul preproducției, în timp ce scenariul era mai mult sau mai puțin finalizat, Pierre Richard s-a retras în cele din urmă din proiect, considerând că scenariul scris a fost dezamăgitor și prea departe de ideile imaginate atunci când filmul i-a fost propus de Zidi și Fechner. Retragerea sa a avut loc cu puțin mai mult de o lună înainte de începerea filmărilor. Coluche a jucat în cele din urmă rolul scris inițial pentru Pierre Richard (a fost anunțat la sfârșitul lunii aprilie 1976), o a treia opțiune a fost Bernard Ménez.
Fabrica Tricatel este în realitate fabrica Pernod  (acum demolată).